# Luehdorfia puziloi
Luehdorfia puziloi (Erschoff, 1872), è un lepidottero appartenente alla famiglia Papilionidae.

## Descrizione

### Adulto
L'apertura alare è di 30–35 mm.

### Uova
Le uova vengono deposte sulla pagina inferiore delle foglie della pianta ospite, in gruppi di 15-20.

### Larva
Alla schiusa delle uova, le larve rimangono inizialmente in piccoli gruppi, per poi disperdersi e svilupparsi autonomamente.

### Pupa
La pupa rappresenta lo stadio con cui la specie si iberna.

## Biologia
La biologia di questa specie è stata descritta da Shirozu and Hara (1973) e da Nardelli (1993). Lo sviluppo e le caratteristiche genetiche sono stati oggetto di un gran numero di studi da parte di Matsumoto (1984-1990), Matsumoto et al. (1993), e Tsubaki & Matsumoto (1998). Si possono rinvenire osservazioni su ibridi tra Luehdorfia puziloi e la specie affine Luehdorfia japonica su Hara & Ochiai (1980).

### Periodo di volo
Gli adulti volano da aprile a maggio.

### Alimentazione
Le larve parassitano le foglie di specie della famiglia Aristolochiaceae come Asarum sieboldii (Tuzov et al., 1997; Chunsheng, 2001), o anche specie del genere Asiasarum (Makita et al., 2000).

Al contrario, le sostanze contenute in un'altra Aristolochiacea, Heterotropa aspera, possono essere utilizzate come deterrente e antidefoliante contro le larve di Luehdorfia puziloi (Keiichi et al., 1995).

## Distribuzione e habitat
L'areale comprende la Cina settentrionale (Manciuria), la Russia sudorientale (regione del fiume Ussuri), la penisola di Corea, il Giappone e le isole Curili (Shirozu & Hara, 1973; Tuzov et al., 1997).
L'habitat è rappresentato da foreste miste su crinali fino a 1500 m di quota.

## Tassonomia
Vengono riconosciute almeno 7 sottospecie, compresa quella nominale, con differenti areali:
- Luehdorfia puziloi puziloi Erschoff, 1872 (Russia, loc. typ. Ussuri) (Fujioka, 2003)
- Luehdorfia puziloi coreana Matsumura, 1919 (Giappone, loc. typ. Kaishu) (Bryk, 1934)
- Luehdorfia puziloi inexpecta Sheljuzhko, 1913 (Giappone, loc. typ. Sendai) (Bryk, 1934)
- Luehdorfia puziloi lenzeni Bryk, 1938 (loc. typ. sconosciuto) (Savela, 2005)
- Luehdorfia puziloi lingjangensis Lee, 1982 (loc. typ. Cina) (Savela, 2005)
- Luehdorfia puziloi machimuraorum Fujioka, 2003 (Russia, loc. typ. Okhotniki, valle superiore del fiume Bikin) (Fujioka, 2003)
- Luehdorfia puziloi yessoensis Rothschild, 1918 (Giappone, loc. typ. Hakodate Yezzo) (Bryk, 1934)